# Галина Койчева
Галина Койчева-Мирчева е българска цигуларка, концертмайстор на Симфоничния оркестър на БНР и член на трио „Арденца“.

## Биография
Завършва висшето си образование в класа по цигулка на проф. Гинка Гичкова в НМА „Проф. П. Владигеров“ – София. Лауреат е на много конкурси, сред които: „Светослав Обретенов“, „Панчо Владигеров“, „Добрин Петков“, Musicians of the new millennium.
Концертира като солист на Фестивален оркестър – Токио, Варненска филхармония, Шуменска филхармония, Симфониета - София, Добрички камерен оркестър, Бургаска филхармония, Симфоничния оркестър на БНР, Оркестър на Класик ФМ радио, Симфоничен оркестър Пазарджик, Симфоничен Оркестър Сливен и др. От 1999 г. до 2010 г. Галина Койчева-Мирчева свири в Артформация Lot Lorien, с която има издадени четири албума. С тази формация, цигуларката изнася множество концерти в България, Република Македония, Косово, Кипър, Корея, Русия, Финландия, Словения, Полша, Чехия, Токио, Карелия, Алтай, Пакистан и др.
През 2004 г. е избрана за концертмайстор на младежкия оркестър Junge Donaub Philharmony – Германия. От 2005 г. е член на трио „Арденца“. От 2006 г. работи като хоноруван преподавател в НМА „Проф. П. Владигеров“. От 2007 г. е концертмайстор на Симфоничния оркестър на БНР. През 2016 г. защитава докторска дисертация в НМА „Проф. П. Владигеров“.